# Minivolley
Il Minivolley (o "minipallavolo") è un gioco-sport per bambini (indicativamente dai 5 ai 12 anni), nel quale confluiscono e si amalgamano gli schemi motori statici e dinamici, le capacità condizionali, le capacità coordinative,gli aspetti della sfera cognitiva e quelli emozionali. Essi concorrono tutti insieme a conseguire nuove abilità motorie e a determinare il comportamento motorio-relazionale che rappresenta una delle forme di espressione e di comunicazione della personalità dell'allievo.
Il bambino è al centro delle attività proposte per il minivolley:
- L'allievo è il protagonista;
- La palla è un giocattolo;
- Il gioco viene prima della tecnica;
- La tecnica si apprende giocando.

## Storia
Il minivolley nasce nella Repubblica Democratica Tedesca, ad opera del professor Horst Baacke, negli anni '60, quale preparazione alla pallavolo. Come il suo stesso nome chiaramente indica, era concepito come "pallavolo dei piccoli", o quanto meno, come gioco che derivava dalla pallavolo di alto livello, imitandone i gesti e attraverso una semplice riduzione delle misure del campo, del pallone, dell'altezza della rete e del numero dei giocatori ne anticipava una specifica preparazione.
Questo concetto iniziale ha però subito una profonda metamorfosi attraverso una rapida e chiarificatrice evoluzione, iniziatasi col primo congresso mondiale svoltosi in Svezia nel 1975 e maturata attraverso i successivi Simposium, datati Italia 1979, Argentina 1981 e Francia 1984.

## Lo Smart Coach
La figura dello Smart Coach nasce con il progetto Volley S3, e ha l'importante compito di trasmettere un nuovo modo di intraprendere il percorso formativo per arrivare a giocare a pallavolo attraverso il gioco e il divertimento. Lo Smart Coach deve essere innanzitutto un animatore e motivatore capace di coinvolgere tutti i giocatori, farli divertire e appassionare, stimolando il senso di appartenenza al gruppo/squadra e la voglia di apprendere. Alla figura dello Smart Coach si associa anche l'importante ruolo di educatore, che accompagna il bambino nel suo percorso di crescita emotiva, fisica e socio-relazionale; inoltre egli deve essere un facilitatore, creando condizioni in cui il bambino sia protagonista in autonomia del gioco.
Lo Smart Coach ha inoltre il compito di stimolare a arricchire il patrimonio degli schemi motori di base di ciascun giocatore, avvalendosi, qualora ne fosse in possesso, delle proprie competenze specifiche in ambito sportivo, motorio e pallavolistico.
Una buona comunicazione è necessaria per la corretta gestione dei gruppi. Nella fascia d'età del minivolley, infatti, il bambino acquisisce capacità logiche significative, che modificano il modo di ragionare e di emozionarsi, e inizia a far maggior uso del pensiero astratto. Nel comunicare le proprie emozioni, il bambino abbandona il linguaggio rivolto a se stesso e cerca di dare un senso al proprio pensiero. Per comunicare con i bambini è necessario essere espliciti e stimolanti, chiedendo il loro punto di vista, favorendo in essi l'espressione dei ragionamenti, sia per ciò che riguarda il modo di vivere l'attività sportiva, sia per quanto concerne il modo di relazionarsi con l'istruttore e i compagni.
Lo Smart Coach deve proporsi in modo positivo, dando maggiore rilievo a "ciò che si può fare" ed evitando di porre l'accento in continuazione su "ciò che non si deve fare". La positività del messaggio trasmette maggiore sicurezza e serenità ai bambini, che devono essere coinvolti in un ambiente ludico attraverso il relazionarsi con essi in modo autorevole, sicuro e giocoso.
"È importante saper comunicare con efficacia, strutturando una relazione empatica con i bambini, fornendo le istruzioni e le indicazioni più opportune, facilitando l'apprendimento e creando in tal modo un clima di lavoro ottimale. Gli strumenti da utilizzare sono il tono di voce ferma e squillante e l'utilizzo di esempi e immagini, con una sintesi espositiva breve, chiara, immediata e semplice da comprendere".

## Il Volley S3
La Federazione Italiana Pallavolo con l'attività del Volley S3 pone al centro dell'attenzione delle attività il divertimento dei bambini. Le proposte tecnico-metodologiche del Volley S3 vogliono avviare i giovani al gioco della pallavolo in maniera originale, attraverso un percorso formativo che stravolge l'approccio al nostro sport e che integra e stimola il tradizionale percorso didattico:partire dal gioco per divertirsi e appassionarsi al mondo della pallavolo. Il progetto si avvale di tre concetti fondamentali:
- il gioco, attraverso il quale far avvicinare i bambini allo sport;
- la facilitazione, che consente a ogni bambino di sperimentare da subito le emozioni del gioco, grazie alla modifica di semplici regole (ad esempio la palla si può bloccare e può rimbalzare a terra);
- la flessibilità, che permette di creare situazioni ottimali in grado di favorire, supportare e gestire le attività del Volley S3: è possibile variare le dimensioni del campo,l'altezza della rete e il numero di giocatori in base alle esigenze logistiche e tecniche.

Si basa sulla suddivisione in tre livelli di gioco per abilità crescente:
1. WHITE: è consentito bloccare sempre la palla, è per i più piccoli e i meno esperti;
2. GREEN: è consentito bloccare una volta la palla all'interno della singola azione di gioco, escluso il tocco di rinvio nel campo avversario, per cominciare ad apprendere le dinamiche e le tecniche di gioco;
3. RED: non è consentito bloccare la palla, è per i più grandi e utilizza le stesse regole della pallavolo.

Questa suddivisione permette un approccio graduale e ponderato agli schemi motori di base espressi da ciascun giocatore.
"Il Volley S3 ha la stessa struttura del gioco della pallavolo: battuta, ricezione, alzata, attacco, muro e difesa. La conquista del punto avviene ogni volta che la palla cade a terra o si commette un errore. La facilitazione permette di sostituire i fondamentali con il blocco e il lancio della palla, consentendo ai bambini di giocare subito".

## Metodologia
Il minivolley può essere appreso con diverse metodologie. La più utilizzata è quella che segue la progressione didattica utilizzando le abilità gradualmente acquisite e seguendo il filo conduttore dei giochi semistrutturati propedeutici al minivolley.
| Livello di apprendimento       | Abilità motorie generali e specifiche gradualmente impegnate | Gioco 1 contro 1 | Metodo di gestione della palla |
| ------------------------------ | ------------------------------------------------------------ | --- | ------------------------------ |
| Iniziale                       | Prendere e lasciare                                          | Battuta con la palla lanciata a due mani dal basso In gioco: - palla presa e lanciata - dal basso a due mani - da sopra la fronte a due mani - con lanci liberi | Palla bloccata                 |
| Dopo aver appreso il palleggio | Prendere e respingere Respingere                             | Battuta con la palla lanciata a due mani dal basso In gioco: - palla presa - autolancio a due mani dal basso della palla sopra il capo - palla respinta in palleggio - lanci liberi Battuta con la palla lanciata a due mani dal basso In gioco: - palla respinta in palleggio - colpi liberi | Palla bloccata Palla respinta  |
| Dopo aver appreso la battuta   | Respingere                                                   | Battuta colpita a una mano dal basso In gioco: - palla respinta in palleggio - colpi liberi | Palla respinta                 |
| Dopo aver appreso il bagher    |                                                              | Battuta colpita a una mano dal basso In gioco: - palla respinta in palleggio o bagher - colpi liberi | Palla respinta                 |

Per rendere il minivolley accessibile rapidamente a tutti, è opportuno servirsi del gioco intermedio, semistrutturato della Palla Bloccata. Nella Palla Bloccata ogni volta che si riceve la palla inviata dall'altro campo o come passaggio di un compagno, si ferma la traiettoria bloccando la palla con le mani. Per proseguire il gioco, chi ha possesso della palla effettua un passaggio al compagno o la invia nell'altro campo con un autolancio della palla sul capo e una respinta in palleggio. Il gioco della Palla Bloccata si evolve verso momenti di Palla Respinta al primo, secondo, terzo dei 3 tocchi consentiti. L'evoluzione del gioco della Palla Bloccata va gradualmente da un sistema di gioco con la palla sempre bloccata ad un sistema di gioco con la palla sempre respinta. Gli istruttori, secondo i livelli di abilità raggiunti dal gruppo, possono passare da un livello di gioco a quello successivamente più avanzato e complesso.

## Tecnica e didattica del minivolley

### Il palleggio
È il movimento tecnico che permette di respingere, passare ed alzare la palla. È caratterizzato da un movimento armonico che parte dalla pianta dei piedi e si conclude con il tocco simultaneo delle dita delle due mani sulla palla. Perché il palleggio risulti corretto è necessario che:
- il giocatore sia piazzato in giusta misura nei confronti della palla; la condizione ottimale è rappresentata dalla palla che spiove sulla fronte del palleggiatore. Qualora tale situazione non dovesse risultare soddisfatta, è necessario realizzarla mediante spostamenti in avanti, indietro, laterali;
- le gambe del palleggiatore non siano rigide, ma semipiegate e pronte ad eseguire, in scioltezza, qualsiasi movimento;
- le braccia siano flesse in modo naturale senza forzare l'apertura dei gomiti o viceversa, e le mani orientate verso la palla, atteggiate a calotta sferica, in modo da formare un'idonea sede per ricevere ed eseguire il tocco di rinvio;
- le dita, nel movimento della respinta siano in leggera tensione per reagire alla palla e non subirla e ottenere, come risultato, un tocco netto.

### Il bagher
È il movimento tecnico usato per la ricezione dei palloni con traiettoria bassa e veloce. È consigliabile quindi usare il bagher per la ricezione di palloni particolarmente impegnativi. Il bagher è caratterizzato, come palleggio, da una azione coordinata dagli arti inferiori-busto ed arti superiori per la respinta del pallone che avviene con impatto sugli avambracci. Perché il bagher risulti corretto è necessario che:
- il giocatore si collochi in giusta misura nei confronti della palla. Tale distanza corrisponde allo spazio che intercorre, di massima, a braccia tese avanti fra l'articolazione dei polsi ed il busto;
- l'azione del bagher non si limita al solo moto pendolare delle braccia nell'esecuzione della respinta;
- le braccia sono tese nel momento in cui avviene l'impatto con il pallone. A tal proposito si suggerisce di flettere verso il basso le mani in modo da ottenere,automaticamente,il blocco dell'articolazione dei gomiti.

Allo scopo di meglio comprendere la funzione degli avambracci nell'esecuzione del bagher, è utile ricorrere a un'immagine: una superficie più regolare possibile sulla quale rimbalza la palla. La risposta sarà perpendicolare se il piano costituito dagli avambracci è parallelo al terreno, in avanti se esso è inclinato verso il basso e indietro se rivolto verso l'alto.

### La battuta
I bambini prendono ciascuno una palla,si mettono in fila in una parte del campo ed iniziano la loro prima esperienza con la battuta o servizio, il gesto che dà inizio al gioco del minivolley. L'istruttore deve indicare la corretta posizione da assumere per eseguire bene questo fondamentale: (per i destrimani) la palla deve essere tenuta nella mano sinistra, il piede sinistro avanti e il destro dietro, con il corpo ben bilanciato su questi appoggi. La punta dei piedi rivolta verso il luogo in cui si vuole indirizzare la palla. L'arto che colpisce è disteso verso il basso come nella figura. Questo arto viene poi portato prima indietro con un movimento pendolare, poi in avanti colpendo la palla, che deve poi essere colpita.

### L'attacco
L'attacco è l'azione attraverso la quale si invia la palla nel campo avversario per ottenere il punto. Lo scopo è quello di far cadere la palla sul terreno avversario o di provocare un errore da parte degli avversari. Esso si esprime essenzialmente con il saltare. Il colpo di attacco può essere effettuato in palleggio in salto, ad una mano (pallonetto) o in schiacciata. Possiamo suddividere l'azione completa in tre fasi fondamentali: rincorsa, stacco e colpo sulla palla.

## Le caratteristiche psicomotorie nella fascia d'età dai 5 ai 12 anni
Dai 5 ai 12 anni il bambino è in una fase di continua evoluzione: "è necessario che lo Smart Coach approfondisca le caratteristiche psicomotorie di questo periodo della vita in cui si cambia velocemente, sia dal punto di vista fisico che dal punto di vista psicologico, proprio perché il suo compito è quello di trasmettere emozioni e conoscenze, far acquisire abilità e competenze".
| Età        | Aspetti psicomotori | Proposte motorie |
| ---------- | --- | --- |
| 5-6 anni   | - Scarsa strutturazione schemi corporei; - sufficiente precisione nei gesti e nei movimenti semplici; - carente controllo dell'equilibrio in movimento, soprattutto in volo; - equilibrio statico e coordinazione oculo-manuale ben sviluppati; - buon controllo azione di corsa; - carente capacità di mantenere la direzione; - significativa fiducia nelle proprie capacità e desiderio di sperimentarle. | Organizzate attraverso il gioco individuale, a coppie o collettivo. Oltre agli schemi motori di base possono essere proposti anche movimenti combinati di diverse parti del corpo. I giochi vanno regolamentati in maniera semplice e su proposta degli stessi bambini. NO impegni monotoni, ripetuti e prolungati.                                                                                     |
| 7-8 anni   | - Aumento della capacità coordinativa e del controllo delle azioni motorie; - precisione nella corsa, nella direzione e nell'accelerazione; - interesse per i giochi sportivi e per i giochi di squadra, aumento livello di socializzazione; - buon equilibrio dinamico - buona capacità di riproduzione delle sequenze ritmiche; - carenza velocità di esecuzione; - evoluzione lateralità.                 | Il bambino è ora in grado di perfezionare le proprie abilità motorie e apprenderne di più complesse.L'accettazione delle regole e la disponibilità permettono di poter programmare forme di attività con elementi tecnici, sempre in forma di gioco e nel rispetto dei principi di progressività e gradualità.                                                                                          |
| 9-10 anni  | - Migliore padronanza degli schemi motori di base; - fluidità movimenti eseguiti con facilità; - potenziato equilibrio nella corsa a livello esecutivo e direzionale; - progressi in fase di volo dei salti; - migliore capacità di attenzione e concentrazione; - sviluppo pensiero astratto. | Il bambino in questa fase tende ad esagerare producendo un eccessivo spreco di energie. Ha una buona predisposizione a giocare con gli altri e al gioco di squadra. Mostra il desiderio di migliorarsi continuamente ed è propenso ad imitare i movimenti degli atleti professionisti. |
| 11-12 anni | - L'immagine corporea subisce variazioni continue con influenze sulla forza muscolare e sulle capacità coordinative; - migliorate competenze motorie; - precisa ed efficace azione di corsa; - consolidato equilibrio in volo. | Possibile l'inserimento di azioni motorie più complesse, tenendo conto che in questa fascia d'età ci si affatica facilmente, dal momento che molte energie confluiscono nel processo di crescita. Le forti aspettative e le motivazioni personali nei confronti dello sport condizionano positivamente l'esecuzione delle attività, in particolare quando proposte sotto forma di gioco e divertimento. |